# Brysselkonventionen
Brysselkonventionen är två i Bryssel 23 september 1910 i Bryssel antagna internationella konventioner som gäller assistans och bärgning av fartyg, dels frågor om kollisioner mellan fartyg. Sverige ratificerade konventionen 29 augusti 1913.